# 異鼠科
異鼠科（学名：Heteromyidae）又称更格盧鼠科，哺乳綱囓齒目的一科，而更格盧鼠科轄下的動物則有更格盧鼠屬（海島更格盧鼠）、剛毛囊鼠屬（剛毛囊鼠）、小囊鼠屬（白耳小囊鼠）、棘小囊鼠屬（彩棘小囊鼠）、林棘鼠屬（林棘鼠）等之數種哺乳動物。